# الوین (ایلینوی)
الوین (به انگلیسی: Elwin) یک منطقهٔ مسکونی در ایالات متحده آمریکا است که در شهرستان مکن، ایلینوی واقع شده‌است. الوین ۱۶۳ نفر جمعیت دارد و ۲۱۷ متر بالاتر از سطح دریا واقع شده‌است.